# Duits voetbalkampioenschap 1942/43
1942/43 was het 36ste Duitse voetbalkampioenschap ingericht door de NSRL (Nationalsozialistischer Reichsbund für Leibesübungen).
De impact van de Tweede Wereldoorlog werd dit seizoen nog merkbaarder. Dit jaar waren het de bomaanvallen van de geallieerden. Er kwam ook een spelersgebrek waardoor sommige clubs uit de buurt tijdelijk fusioneerden en een Kriegssportgemeinschaft vormden.
De legerclubs profiteerden dan weer van de oorlog en werden steeds sterker. De competities werden nog verder onderverdeeld. Nordmark werd gesplitst in Hamburg, Sleeswijk-Holstein en Mecklenburg. Nedersaksen werd onderverdeeld in Weser-Ems en Südhannover-Braunschweig en ook Beieren werd in een noordelijke en zuidelijk deel gesplitst. Hierdoor steeg het aantal deelnemers aan de eindronde naar 29.
Dresdner SC werd voor het eerst kampioen. In 1940 werd al de vicetitel behaald en de club won ook twee bekers. Schalke 04 dat in de vorige zes finales stond werd dit jaar in de kwartfinale uitgeschakeld, het slechtste resultaat sinds 1931. Grote verrassing was vicekampioen FV Saarbrücken dat in de halve finale torenhoog favoriet First Vienna FC een voetje lichtte.

## Deelnemers aan de eindronde
| Club                                                | Gekwalificeerd als                                    |
| --------------------------------------------------- | ----------------------------------------------------- |
| VfB Königsberg                                      | Kampioen Sportbereichsklasse Ostpreußen               |
| Luftwaffen-SV Pütnitz                               | Kampioen Sportbereichsklasse Pommern                  |
| Berliner SV 92                                      | Kampioen Sportbereichsklasse Berlin-Brandenburg       |
| Germania Königshütte                                | Kampioen Sportbereichsklasse Oberschlesien            |
| Luftwaffen-SV Reinecke Brieg                        | Kampioen Sportbereichsklasse Niederschlesien          |
| Dresdner SC                                         | Kampioen Sportbereichsklasse Sachsen                  |
| SV Dessau 05                                        | Kampioen Sportbereichsklasse Mitte                    |
| SC Victoria Hamburg                                 | Kampioen Sportbereichsklasse Hamburg                  |
| SpVgg Wilhelmshaven                                 | Kampioen Sportbereichsklasse Weser-Ems                |
| Eintracht Braunschweig                              | Kampioen Sportbereichsklasse Südhannover-Braunschweig |
| FC Schalke 04                                       | Kampioen Sportbereichsklasse Westfalen                |
| Westende Hamborn                                    | Kampioen Sportbereichsklasse Niederrhein              |
| SV Victoria 1911 Köln                               | Kampioen Sportbereichsklasse Köln-Aachen              |
| Spielverein 06 Kassel                               | Kampioen Sportbereichsklasse Kurhessen                |
| TuS Neuendorf                                       | Kampioen Sportbereichsklasse Moselland                |
| Offenbacher FC Kickers 1901                         | Kampioen Sportbereichsklasse Hessen-Nassau            |
| FV Saarbrücken                                      | Kampioen Sportbereichsklasse Westmark                 |
| VfR Mannheim                                        | Kampioen Sportbereichsklasse Baden                    |
| FC Mülhausen 93                                     | Kampioen Sportbereichsklasse Elsass                   |
| VfB Stuttgart                                       | Kampioen Sportbereichsklasse Württemberg              |
| 1. FC Nürnberg                                      | Kampioen Sportbereichsklasse Nordbayern               |
| TSV 1860 München                                    | Kampioen Sportbereichsklasse Südbayern                |
| Militär-SV Brünn                                    | Kampioen Sportbereichsklasse Sudetenland              |
| First Vienna FC 1894                                | Kampioen Sportbereichsklasse Donau-Alpenland          |
| SV Neufahrwasser                                    | Kampioen Sportbereichsklasse Danzig-Westpreußen       |
| BSG DWM Posen                                       | Kampioen Sportbereichsklasse Wartheland               |
| SG Ordnungspolizei Warschau                         | Vertreter der Sportbereichsklasse Generalgouvernement |
| Winnaar kwalificatie Mecklenburg/Schleswig-Holstein |                                                       |

VfB Stuttgart en Stuttgarter Kickers beëindigden het seizoen met evenveel punten en doelpunten en werden beiden tot kampioen uitgeroepen. De Kickers verzaakten echter aan een deelname aan de eindronde. In het Generalgouvernement werd LSV Adler Deblin kampioen, maar ook deze club verzaakte aan deelname.

## Voorronde
Deelnemer:
| Club             | Gekwalificeerd als                              |
| FC Holstein Kiel | Kampioen Sportbereichsklasse Schleswig-Holstein |
| TSG Rostock      | Kampioen Sportbereichsklasse Mecklenburg        |

| Datum         | Teams         | Teams | Teams         | Uitslag   | Stadion                |
| 11 april 1943 | Holstein Kiel | –     | TSG Rostock   | 4:0 (3:0) | Kiel, Holstein-Stadion |
| 18 april 1943 | TSG Rostock   | –     | Holstein Kiel | 1:1 (0:0) | Rostock, TSG-Platz     |

## Eerste ronde
| Datum      | Teams                  | Teams | Teams               | Uitslag             | Stadion                             |
| 2 mei 1943 | VfB Königsberg         | –     | SV Neufahrwasser    | 3:1 (2:0)           | Königsberg, Stadion                 |
| 2 mei 1943 | BSG DWM Posen          | –     | SGO Warschau        | 1:3 (1:0)           | Posen                               |
| 2 mei 1943 | Berliner SV 92         | –     | LSV Pütnitz         | 2:2 n.v. (1:2, 2:2) | Berlijn                             |
| 2 mei 1943 | SV Dessau 05           | –     | Dresdner SC         | 1:2 (1:0)           | Dessau, Schillerpark                |
| 2 mei 1943 | Eintracht Braunschweig | –     | SC Victoria Hamburg | 5:1 (1:0)           | Braunschweig, Eintracht-Stadion     |
| 2 mei 1943 | SV 06 Kassel           | –     | FC Schalke 04       | 1:8 (1:2)           | Kassel, Kurhessen-Stadion           |
| 2 mei 1943 | TuS Neuendorf          | –     | SV Victoria 11 Köln | 0:2 (0:1)           | Koblenz, Stadion                    |
| 2 mei 1943 | FV Saarbrücken         | –     | FC Mülhausen 93     | 5:1 (3:0)           | Saarbrücken, Kieselhumes            |
| 2 mei 1943 | 1. FC Nürnberg         | –     | VfR Mannheim        | 1:3 (0:1)           | Neurenberg, Frankenstadion          |
| 2 mei 1943 | VfB Stuttgart          | –     | TSV 1860 München    | 0:3 (0:0)           | Stuttgart, Adolf-Hitler-Kampfbahn   |
| 2 mei 1943 | VfB Stuttgart          | –     | TSV 1860 München    | 0:3 (0:0)           | Stuttgart, Adolf-Hitler-Kampfbahn   |
| 2 mei 1943 | Germania Königshütte   | –     | LSV Reinecke Brieg  | 3:4 n.v. (1:0, 3:3) | Königshütte, Königshütter Kampfbahn |
| 9 mei 1943 | LSV Pütnitz            | –     | Berliner SV 92      | 0:2 (0:1)           | Stettin                             |

Holstein Kiel, SpVgg Wilhelmshaven, Kickers Offenbach en Westende Hamborn hadden een bye.

## 1/8ste finale
| Datum       | Teams               | Teams | Teams                  | Uitslag   | Stadion                           |
| 16 mei 1943 | SGO Warschau        | –     | VfB Königsberg1        | 1:5 (0:1) | Warschau, Stadion                 |
| 16 mei 1943 | LSV Reinecke Brieg  | –     | First Vienna FC 1894   | 0:8 (0:4) | Breslau, Stadion Grüneiche        |
| 16 mei 1943 | Berliner SV 92      | –     | Holstein Kiel          | 0:2 (0:1) | Berlijn, Poststadion              |
| 16 mei 1943 | Dresdner SC         | –     | Eintracht Braunschweig | 4:0 (0:0) | Dresden, Stadion am Ostragehege   |
| 16 mei 1943 | FC Schalke 04       | –     | SpVgg Wilhelmshaven    | 4:1 (0:0) | Gelsenkirchen, Glückauf-Kampfbahn |
| 16 mei 1943 | VfR Mannheim        | –     | Westende Hamborn       | 8:1 (4:0) | Mannheim, Stadion                 |
| 16 mei 1943 | SV Victoria 11 Köln | –     | FV Saarbrücken         | 0:5 (0:1) | Keulen, Radrennbahn               |
| 16 mei 1943 | TSV 1860 München    | –     | Kickers Offenbach      | 2:0 (1:0) | München, H.-Braun-Kampfbahn       |

1 Wegens het opstellen van een niet-speelgerechtigde speler in de wedstrijd tegen Neufahrwasser in de eerste ronde werd VfB Königsberg uitgesloten, Neufahrwasser nam de vrijgekomen plaats in.

## Kwartfinale
| Datum       | Teams                | Teams | Teams            | Uitslag   | Stadion                  |
| 30 mei 1943 | SV Neufahrwasser     | –     | Dresdner SC      | 0:4 (0:2) | Danzig                   |
| 30 mei 1943 | Holstein Kiel        | –     | FC Schalke 04    | 4:1 (3:1) | Kiel, Holstein-Stadion   |
| 30 mei 1943 | First Vienna FC 1894 | –     | TSV 1860 München | 2:0 (1:0) | Wien, Praterstadion      |
| 30 mei 1943 | FV Saarbrücken       | –     | VfR Mannheim     | 3:2 (1:2) | Saarbrücken, Kieselhumes |

## Halve finale
| Datum        | Teams          | Teams | Teams                | Uitslag   | Stadion                           |
| 13 juni 1943 | Dresdner SC    | –     | Holstein Kiel        | 3:1 (1:0) | Hannover, Hindenburgkampfbahn     |
| 13 juni 1943 | FV Saarbrücken | –     | First Vienna FC 1894 | 2:1 (1:0) | Stuttgart, Adolf-Hitler-Kampfbahn |

## Wedstrijd om de derde plaats
| Datum        | Teams         | Teams | Teams                | Uitslag   | Stadion              |
| 26 juni 1943 | Holstein Kiel | –     | First Vienna FC 1894 | 4:1 (1:1) | Berlijn, Poststadion |

## Finale
| Datum        | Teams       | Teams | Teams          | Uitslag   | Stadion                 |
| 27 juni 1943 | Dresdner SC | –     | FV Saarbrücken | 3:0 (0:0) | Berlijn, Olympiastadion |

De 80.000 toeschouwers zagen voor het eerst in jaren geen Schalke in de finale, maar een verrassend sterk Saarbrücken. Dresden kwam in de 52ste minuut op voorsprong na een doelpunt van Franz Erdl. Acht minuten later maakte Helmut Schubert de 2-0 en in de 84ste minuut dikte Heiner Kugler de score aan voor de Saksische club.